# 완화치료
완화 치료(緩和治療, 영어: palliative care)는 삶의 질을 최적화하고 심각하고 복잡하며 종종 말기 질환을 앓고 있는 사람들의 고통을 완화하는 것을 목표로 하는 학제 간 의료 서비스 접근 방식이다. 출판된 문헌에는 완화 치료에 대한 많은 정의가 있다. 세계보건기구 (WHO)는 완화의료를 "생명을 위협하는 질병과 관련된 문제에 직면한 환자와 가족의 삶의 질을 조기에 발견하고 완벽하게 평가하며, 신체적, 심리사회적, 영적 고통 및 기타 문제를 치료하여 고통을 예방하고 완화하는 방식으로 개선하는 접근 방식"으로 정의한다. 과거에는 완화 치료가 질병에 특화된 접근 방식이었지만 오늘날 WHO는 완화 치료의 원칙이 모든 만성 및 궁극적으로 치명적인 질병에 가능한 한 빨리 적용되어야 한다는 보다 광범위한 접근 방식을 취하고 있다.
완화 치료는 연령 스펙트럼에 걸쳐 심각한 질병이 있는 개인에게 적합하며 치료의 주요 목표로 제공되거나 치유 치료 와 함께 제공될 수 있다. 그것은 의사, 간호사, 작업 및 물리 치료사, 심리학자, 사회 복지사, 군목 및 영양사를 포함할 수 있는 학제 간 팀에 의해 제공된다. 완화 치료는 병원, 외래 환자, 전문 간호 및 가정 환경을 포함한 다양한 상황에서 제공될 수 있다. 임종 치료의 중요한 부분이지만 완화 치료는 임종을 앞두고 있는 개인에게만 국한되지 않는다.
증거는 개인의 삶의 질 향상에 대한 완화 치료 접근의 효능을 뒷받침한다. 완화 의료의 주요 초점은 만성 질환이 있는 사람들의 삶의 질을 향상시키는 것이다. 완화 치료는 삶의 마지막에 제공되는 것이 일반적이지만 위독한 질병 단계의 사람이나 모든 연령에 도움이 될 수 있다.

## 범위
완화 치료의 전반적인 목표는 통증 및 증상 관리, 간병인의 식별 및 지원을 통해 개인의 일상 기능이나 삶의 질을 저하시키거나 간병인의 부담을 증가시키는 생명을 위협하는 상태인 심각한 질병을 가진 개인의 삶의 질을 향상시키는 것이다. 필요 및 치료 조정. 완화 치료는 질병의 모든 단계에서 치유 또는 연명 목적의 다른 치료와 함께 제공될 수 있으며 임종 치료를 받는 사람들에게만 국한되지 않는다.
완화 치료는 응급실, 병원, 호스피스 시설 또는 가정을 포함한 다양한 치료 환경에서 시작할 수 있다. 일부 심각한 질병 과정의 경우 의료 전문 조직 은 진단 시 또는 질병 관련 옵션이 환자의 예후 를 개선하지 못할 때 완화 치료를 시작할 것을 권장한다. 예를 들어, 미국 임상 종양 학회(American Society of Clinical Oncology)는 진행성 암 환자가 진단 후 8주 이내에 "암의 적극적인 치료와 함께 질병 초기에 입원 환자 및 외래 환자 치료를 제공하는 학제 간 완화 치료 팀에 의뢰"해야 한다고 권장한다.
완화 치료 제공자를 환자 치료의 일부로 적절하게 참여시키면 전반적인 건강 관리 비용을 줄이면서 전반적인 증상 조절, 삶의 질 및 치료에 대한 가족 만족도를 향상시킬 수 있다.

### 호스피스 치료에 대한 완화 치료
완화의료와 호스피스의 구분은 글로벌 상황에 따라 다르다.
미국에서 호스피스 서비스와 완화 치료 프로그램은 불쾌한 증상을 완화하고, 통증을 조절하고, 편안함을 최적화하고, 심리적 고통을 해결한다는 유사한 목표를 공유한다. 호스피스 케어는 편안함과 심리적 지원에 중점을 두고 있으며 치료 요법은 추구되지 않는다. Medicare 호스피스 혜택에 따라 두 명의 의사로부터 6개월 미만의 생존 기간이 있다고 인증한 개인(일반적인 과정 가정)은 다양한 보험 프로그램( Medicare, Medicaid 및 대부분의 건강 유지 관리 기관 및 민간 보험사 )을 통해 전문 호스피스 서비스를 이용할 수 있다. 개인이 6개월 이상 생존한 경우 해당 개인의 호스피스 혜택이 취소되지 않는다.
미국 이외의 지역에서 호스피스 라는 용어는 일반적으로 완화 치료를 전문으로 하는 건물이나 기관을 의미한다. 이러한 기관은 임종 및 완화 치료가 필요한 환자에게 치료를 제공한다. 미국 이외의 지역에서 호스피스 치료와 완화 치료는 동의어이며 자금 조달의 다른 방법에 따라 달라지지 않는다.
현재 미국에서 죽어가는 환자의 40% 이상이 호스피스 치료를 받고 있다. 대부분의 호스피스 케어는 생애 마지막 몇 주/몇 달 동안 가정 환경에서 이루어진다. 그 환자들 중 86.6%는 자신의 치료가 "훌륭하다"고 생각한다. 호스피스의 철학은 죽음이 삶의 일부이므로 개인적이고 독특하다는 것이다. 간병인은 환자와 죽음에 대해 논의하고 영적 탐색을 권장한다(원하는 경우).

## 역사
완화 치료 분야는 일반적으로 1967년 말기 환자를 위한 St. Christopher's Hospice 를 설립한 Dame Cicely Saunders 와 그녀의 획기적인 저서 " On Death and Dying "을 발표한 Elisabeth Kübler-Ross 와 관련이 있는 호스피스 운동에서 성장했다. 1969년. 1974년 Saunders와 Kübler-Ross의 연구에 익숙한 비뇨기과 전문의 Balfour Mount 는 "완화 치료"라는 용어를 만들어 몬트리올의 Royal-Victoria 병원에 최초의 완화 치료 병동을 만들었다. 거의 동시에 Dr. Paul Henteleff 는 Winnipeg에 있는 St. Boniface 병원의 새로운 "말기 치료" 병동의 이사가 되었다. 1987년 Declan Walsh는 오하이오주 클리블랜드 클리닉 암 센터에 완화 의학 서비스를 설립했으며, 이후 확장되어 미국 최초의 급성 통증 및 완화 치료 입원 환자 병동뿐만 아니라 최초의 완화 치료 임상 및 연구 펠로우십의 훈련 장소가 되었다. 주. 이 프로그램은 세계보건기구 (WHO)가 국제 시범 프로젝트로 지정하고 유럽종양학회( European Society for Medical Oncology )가 종양 및 완화 치료 통합 센터로 인증한 The Harry R. Horvitz 완화 의학 센터로 발전했다.
완화 치료의 발전은 이후 병원 기반 완화 치료 프로그램의 극적인 증가에 영감을 주었다. 완화 치료 프로그램의 구현을 전달하는 주목할만한 연구 결과는 다음과 같다.
- 병원 완화 치료 상담 팀이 상당한 병원 및 전반적인 의료 시스템 비용 절감과 관련이 있다는 증거.[19][20]
- 완화 치료 서비스가 집에서 사망하는 것을 선호하는 대다수의 미국인 사이에서 간병인의 슬픔에 영향을 미치지 않으면서 집에서 사망할 가능성을 높이고 증상 부담을 줄인다는 증거.[21]
- 진행성 암 환자에서 표준 종양 치료와 함께 완화 치료를 제공하면 표준 종양 치료를 받는 환자에 비해 우울증 발병률이 낮아지고 삶의 질은 증가하며 생존 기간이 연장된다는 증거가 있다.[22][23]

300개 이상의 병상이 있는 미국 병원의 90% 이상이 완화 치료 팀을 보유하고 있지만, 50개 이상의 병상이 있는 시골 병원의 17%만이 완화 치료 팀을 보유하고 있다. 완화 의학은 2006년부터 미국에서 위원회 인증을 받은 의학 하위 전문 분야이다. 또한 2011년 합동 위원회( Joint Commission )는 중증 환자의 삶의 질 향상과 탁월한 치료를 보여주는 병원 입원 환자 프로그램을 인정하는 완화 치료를 위한 고급 인증 프로그램을 시작했다.

## 관행
완화 치료에 사용되는 도구 중 하나는 Edmonton Symptom Assessment Scale (ESAS)로, 0-10 범위의 8가지 시각 아날로그 척도 (VAS)로 구성되어 있으며 통증, 활동성, 메스꺼움, 우울증, 불안, 졸음, 식욕 등의 수준을 나타낸다. 웰빙의 감각, 때때로 숨가쁨 . 0점은 증상이 없음을 나타내고 10점은 가장 심한 정도를 나타낸다. 이 도구는 도움이 있든 없든 환자 또는 간호사와 친척이 완성할 수 있다.
완화 치료에 사용되는 약물은 일반적인 약물일 수 있지만 다양한 증거와 함께 확립된 관행에 따라 다른 적응증에 사용된다. 예를 들어 메스꺼움을 치료하기 위한 항정신병 약물, 통증을 치료하기 위한 항경련제, 호흡곤란을 치료하기 위한 모르핀이 있다. 완화 치료에 있는 많은 사람들이 삼키는 능력을 잃기 때문에 투여 경로는 급성 또는 만성 치료와 다를 수 있다. 일반적인 대체 투여 경로는 정맥 주사 약물보다 외상이 덜하고 유지하기 어렵기 때문에 피하이다. 다른 투여 경로에는 설하, 근육내 및 경피가 포함된다. 약물은 종종 가족이나 간호 지원에 의해 집에서 관리된다.
요양원에서 완화 치료 개입은 치매 거주자의 불편을 줄이고 치료 품질에 대한 가족 구성원의 견해를 개선하는 데 기여할 수 있다. 그러나 이러한 시설에서 죽어가는 노인들에게 이러한 개입의 이점을 뒷받침하려면 더 높은 수준의 연구가 필요하다.
높은 확실성 증거는 가정 기반 임종 치료 프로그램의 구현이 집에서 사망하는 성인의 수를 증가시키고 1개월 추적 관찰에서 환자 만족도를 약간 향상시킬 수 있다는 발견을 뒷받침한다. 재택 기반 임종 치료가 간병인, 의료 직원 및 의료 서비스 비용에 미치는 영향은 불확실한다.
많은 환자들에게 임종 치료는 정서적, 심리적 고통을 야기하여 전체 고통에 기여할 수 있다. 정신건강 전문가, 사회복지사, 카운셀러 등으로 구성된 다학제적 완화 치료팀은 목회자 등의 영적 지원과 함께 상담, 시각화, 인지적 방법, 인지적 방법, 그들의 필요를 해결하기 위한 약물 요법 및 이완 요법 . 완화 애완 동물은 이 마지막 범주에서 역할을 할 수 있다.
1960년대에 호스피스의 선구자인 Cicely Saunders 는 통증의 이질적인 특성을 설명하기 위해 "전통적 통증"이라는 용어를 처음 도입했다. 이것은 환자의 전체 통증 경험이 신체적, 심리적, 사회적 및 영적 영역에 독특한 뿌리를 가지고 있지만 모두 여전히 서로 밀접하게 연결되어 있다는 생각이다. 통증의 원인을 식별하면 일부 환자의 치료를 안내하고 전반적인 삶의 질에 영향을 줄 수 있다.
신체적 통증은 환자가 심장 문제나 호흡 곤란과 같은 의학적 진단을 발전시키거나 증가시킬 추가 위험에 빠지지 않는 한 진통제를 사용하여 관리할 수 있다. 말기 환자는 호흡곤란 (또는 호흡곤란), 기침, 구강건조증 (구강건조), 메스꺼움과 구토, 변비, 발열, 섬망, 과도한 구강 및 인두 분비물(" 죽음의 딸랑이 "). 방사선은 일반적으로 암 환자의 통증을 완화하기 위한 완화 목적으로 사용된다. 방사선의 영향이 발생하는 데 며칠에서 몇 주가 소요될 수 있으므로 치료 후 단기간에 사망하는 환자는 혜택을 받지 못할 것이다.
즉각적인 신체적 고통이 처리되면 환자의 말을 경청하고 옆에 있는 동정심 있고 공감하는 간병인을 기억하는 것이 중요하다. 고통 이외의 삶의 괴로움 요인을 식별할 수 있으면 더 편안하게 도움이 될 수 있다. 환자가 자신의 요구 사항을 충족하면 안락 치료 이외의 호스피스 또는 치료에 대한 아이디어에 더 개방적일 가능성이 있다. 심리사회적 평가를 통해 의료팀은 적응, 대처 및 지원에 대한 환자-가족의 건강한 이해를 촉진할 수 있다. 의료진과 환자 및 가족 간의 이러한 의사 소통은 또한 인간 관계를 유지하고 강화하는 과정, 임종 과정에서 의미를 찾는 과정, 죽음에 직면하고 대비하는 동안 통제력을 얻는 과정에 대한 토론을 촉진하는 데 도움이 될 수 있다. 불안이 있는 성인의 경우 고품질 무작위 시험 형태의 의학적 증거가 불안 증상을 줄이는 가장 효과적인 치료 방법을 결정하기에는 충분하지 않는다.
영성은 완화 치료의 기본 구성 요소이다. 품질 완화 치료를 위한 임상 실습 지침에 따르면 영성은 "인류의 역동적이고 본질적인 측면"이며 "만성 및 심각한 질병을 앓고 있는 사람들, 특히 난치병을 앓고 있는 환자의 삶의 질 향상"과 관련이 있다. 및 만성적 성격의 진행성 질병. 영적 믿음과 실천은 진행성 암 환자의 삶의 질뿐만 아니라 고통과 고통에 대한 인식에 영향을 줄 수 있다. 영적인 필요는 사랑/사랑받는 것, 용서, 삶의 의미 해독을 포함하는 것으로 문학에서 종종 설명된다.
대부분의 영적 개입은 주관적이고 복잡하다. 많은 사람들이 그 효과에 대해 잘 평가되지 않았지만 효과적인 영적 돌봄을 측정하고 실행하는 데 도구를 사용할 수 있다.
메스꺼움과 구토는 말기 질환이 진행된 사람들에게 흔하며 고통을 유발할 수 있다. 이러한 증상을 완화하는 데 도움이 되는 몇 가지 항구토 약리학적 옵션이 제안된다. 1차 약제에 반응하지 않는 사람들의 경우 레보메프로마진 을 사용할 수 있지만 이 약제의 효과를 평가하기 위한 임상 시험이 충분하지 않는다. 할로페리돌 과 드로페리 돌은 때때로 메스꺼움과 구토를 완화하기 위해 처방되는 다른 약물이지만 이러한 약물이 얼마나 효과적인지 이해하기 위해서는 추가 연구가 필요하다.
많은 말기 환자는 적절한 음식이나 음료를 섭취할 수 없다. 그들의 수명을 연장하고 삶의 질을 향상시키기 위해 의학적으로 지원되는 음식이나 음료를 제공하는 것이 일반적이지만 이러한 접근 방식의 모범 사례와 효과를 결정하기 위한 고품질 연구는 거의 없다.

## 소아 완화 치료
소아 완화 치료는 궁극적으로 삶의 질을 최적화하기 위해 질병과 관련된 신체적, 정서적, 심리사회적, 영적 고통을 완화하는 데 중점을 둔 심각한 질병이 있는 어린이를 위한 가족 중심의 전문 의료이다.
소아 완화 의료 종사자는 의사 소통 및 공유 의사 결정 촉진에 있어 가족 중심, 발달 및 연령에 적합한 기술에 대한 전문 교육을 받다. 통증 및 고통스러운 증상의 평가 및 관리; 다학문적 소아과 진료 의료 팀의 진료 조정에 대한 고급 지식; 환자와 가족이 이용할 수 있는 병원 및 보행 자원에 대한 소개; 질병과 사별 을 통해 아동과 가족을 심리적으로 지원한다.

## 같이 보기
- 건강보험